# Catedral de l'Anunciació
La catedral de l'Anunciació (en rus Благовещенский собор, Blagovèixtxenski sobor) és una catedral ortodoxa situada dins el recinte del Kremlin de Moscou, dedicada a l'Anunciació de la Mare de Déu.
Fou construïda sobre la plaça Sobórnaia (o de les Catedrals) per arquitectes de Pskov entre el 1484 i el 1489. L'edifici es va erigir sobre el terreny d'una antiga catedral del segle xiv del mateix nom, que havia estat reconstruïda el 1416. Inicialment, la catedral de l'Anunciació va tenir tres cúpules (dues de les quals construïdes pels volts del 1572). Se li van afegir atris que l'envoltaven en tres de les seves façanes. Entre el 1562 i el 1564 s'hi van construir quatre capelles laterals rematades amb cúpula sobre els atris porxats. El nord i l'oest de l'entrada estan decorats amb atris de pedra blanca del segle xvi. L'estructura està clarament influïda per l'arquitectura del Renaixement italià. Les portes de bronze (al nord i a l'oest) estan decorades amb làmines d'or. El terra de la catedral de l'Anunciació és de jaspi, que va ser portat de la catedral de Rostov al segle xvi. Les parets contenen fragments dels murals pintats per Teodosi el 1508 i d'altres de la segona meitat del segle xvi i també dels segles xvii i xix. L'iconòstasi inclou icones datades entre els segles xiv i xvii, incloent-hi les pintades per Andrei Rubliov, Feofan Grek i Prókhor, així com algunes del segle xix.
La catedral fou l'església moscovita dels tsars russos fins al començament del segle xx.